# Construction Time Again Tour
Construction Time Again Tour (в переводе с англ. — «Снова время строительства — Тур», также иногда Construction Tour 83 (англ. Построечный Тур — 1983)) — пятый тур британской музыкальной группы Depeche Mode в поддержку студийного альбома «Construction Time Again». В общей сложности группа дала 48 концертов с сентября 1983 года по июнь 1984.

## Предыстория
Незадолго до тура по Европе, Дейв Гаан вместе со своей женой Джо Фокс отдыхали на Канарских островах, в то время как Энди Флетчер находился в Базилдоне, а Гор отбыл в Берлин для встречи со своей возлюбленной.

## Подготовка и проведение
При подготовке к туру сложилась расстановка, при которой три клавишника (Уайлдер, Гор и Флетчер) стоят на высоте, а чуть ниже их — солист. При этом, Гор всегда стоял по середине, а Уайдлер со стороны звукорежиссёра, чтобы с ним было удобнее переговариваться.
В команде было множество «девчонок», поэтому жена Гаана намекала в интервью уже после на то, что между концертами участники группы вели себя непристойно:

«Я знала о происходящем, и мне это не слишком нравилось, но, должно быть, это тяжело, когда вокруг столько девчонок. Думаю, Дэйв сдерживался, а вот насчет остальных я не уверена»— Джо Фокс
Выступления состоялись по всей Европе, а также в декабре группа должна была поехать и в Америку, но по причине низких рейтингов, «заморский» тур неоднократно переносился на «неопределённое время», и по итогу, был отменён.

## Сет-лист
1. Everything Counts
2. Now, This Is Fun
3. Two Minute Warning
4. Shame
5. See You
6. Get The Balance Right!
7. Love, In Itself
8. Pipeline (или Big Muff)
9. The Landscape Is Changing
10. And Then…
11. Photographic
12. Told You So
13. New Life
14. More Than A Party
15. The Meaning Of Love
16. Just Can't Get Enough
17. Boys Say Go! (на некоторых кооцертах)

## Инструменты
Альбом был записан с использованием большого количества сэмплов, поэтому без магнитофона с фонограммами не обходилось.
У всех клавишников были свои синтезаторы. Так, у Мартина был полисинтезатор Yamaha DX7 и сэмплер «Emulator». Уайдлер и Флетчер таки продолжали играть на «аналоге», используя  Roland Jupiter-8 и Oberheim ОВ-8 соответственно. В то время они были крайне дорогими, но участники уже тогда могли себе позволить их.

## Участники

### Музыканты
- Гаан, Дейв — солист;
- Гор, Мартин — клавишные, сэмплирование, бэк-вокал.
- Флетчер, Энди — клавишные, фонограмма со звуками;
- Уайлдер, Алан — клавишные.

### Персонал
- Фокс, Джо — объявления о предстоящих концертах;
- Аллен, Дейв — режиссёр-постановщик, сценический оформитель;
- Бамонте, Дэрил — концертный менеджер;
- Спирс, Джейн — дизайнер-осветитель, оператор микшерного пульта;
- Фрэнкс, Энди — звукорежиссёр.